# Jakob Kavčič (pravnik)
Jakob Kavčič, slovenski pravnik, * 26. april 1851, Gorenji Vrsnik, † 21. februar 1923, Ljubljana.

## Življenje in delo
Kavčič je bil odličen strokovnjak v kazenskem pravu. Bil je sodnik in nazadnje predsednik okrožnega sodišča v Novem mestu. Objavil je mnogo tehtnih člankov, priredil dva zvezka slovenskih zakonikov, zbiral naše pravno izrazoslovje in bil eden najodločnejših borcev za ustanovitev slovenske univerze pred prvo svetovno vojno.